# Wola Brzostecka
Wola Brzostecka – wieś w Polsce położona w województwie podkarpackim, w powiecie dębickim, w gminie Brzostek. Integralną częścią wsi jest: Dąbie.
| SIMC    | Nazwa | Rodzaj    |
| ------- | ----- | --------- |
| 0815050 | Dąbie | część wsi |

W latach 1975–1998 miejscowość administracyjnie należała do województwa tarnowskiego.
We wsi znajduje się mała, zabytkowa kapliczka z pierwszej połowy XIX wieku, okoliczne lasy są cenione przez mieszkańców pobliskich wsi i miast ze względu na bogactwo grzybów i owoców leśnych.